# Psyra boarmiata
Psyra boarmiata är en fjärilsart som beskrevs av Ludwig Carl Friedrich Graeser 1892. Psyra boarmiata ingår i släktet Psyra och familjen mätare. Inga underarter finns listade.